# Hate You
"Hate You" là một bài hát của nhóm nhạc Hàn Quốc 2NE1, được phát hành ngày 21 tháng 7 năm 2011 là đĩa đơn từ 2NE1 2nd Mini Album. Bài hát ban đầu được đặt tên là "Fuck You" và đưa vào album To Anyone nhưng sau đó đã đổi lại thành "Hate You". Ca khúc này do Teddy sản xuất và video âm nhạc dạng hoạt hình được thực hiện bởi Mari Kim.

## Bảng xếp hạng
| Bảng xếp hạng (2011)                 | Vị trí cao nhất |
| ------------------------------------ | --------------- |
| Hàn Quốc (Bảng xếp hạng kỹ thuật số) | 1               |
| Hàn Quốc (Gaon Chart)                | 1               |
| Hàn Quốc Billboard K-Pop Hot 100     | 1               |